# 조르주 클레망소
조르주 클레망소(Georges Clemenceau /kle.mɑ̃.so/)는 1841년 9월 28일 무이롱앙파레(방데)에서 태어나 1929년 11월 24일 파리에서 사망한 프랑스의 정치인이다. 1906년부터 1909년까지, 이후 1917년부터 1920년까지 국무회의 의장을 맡았다. 호랑이(le Tigre)라는 별명으로도 불렸다.
의사였던 아버지의 가업을 이어 본인도 의사였던 클레망소는 파리 18구 시장을 맡다가, 이후 제3공화국 초반에 파리광역시의회장을 맡았다. 클레망소는 1871년부터 1893년까지 급진 공화파에 몸을 담은 하원의원이었다. 클레망소는 파리코뮌 가담자들의 사면을 지지했으며, 알자스모젤 반환을 위해 활동했다.
반교권주의자이던 클레망소는 정교분리를 적극 지지했으며, 쥘 페리 정부를 넘어뜨리고자 식민지 개척에 반대했다. 신문 <정의La Justice>의 창립자로서, 클레망소는 곧이어 <여명L'Aurore>에서 일하며, 드레퓌스 대위를 수호하는데 있어 중대한 역할을 맡았다. 비록 이전에 공화국 대통령제를 비판했듯 상원 제도를 비판한 바 있었으나, 클레망소는 1902년 바르 상원의원에 선출되어 1920년까지 자리를 지켰다.
1906년 내무장관으로 임명되어, "호랑이"라는 별명을 갖게 된 자칭 "프랑스의 첫 경찰관", 클레망소는 파업을 강력히 진압했으며 -이는 그와 사회주의자들 간의 사이를 떨어뜨렸다- 재고논쟁(querelle des inventaires)의 종지부를 찍었다. 1906년 말, 클레망소는 국무회의 의장이 되어, 내무장관직과 함께 국무회의 의장직을 거의 3년 동안 역임하였다. 1913년, 클레망소는 <자유로운 이L'Homme libre>라는 신문을 창간했으며, 이후 검열당하자 <속박된 이L'Homme enchaîné>로 신문명을 바꿨다. 열렬한 반독파였던 클레망소는 제1차 세계 대전 중 프랑스 정부의 행동을 심히 비판하였다.
1917년 11월, 클레망소는 다시 국무회의 의장으로 임명되어, 전쟁 지속에 전념토록 내각을 꾸렸다. 독일 제국에 맞서 전적인 승리를 강렬히 염원하던 클레망소는 전쟁을 이어나갔으며, 전후 "승리의 아버지"라는 별명을 얻게 된다. 이어서 클레망소는 파리 강화회담을 주재했는데, 여기서 독일에 대한 강한 적대감을 드러냈다. 뒤이은 1919년, 클레망소는 8시간 근무법을 공포했으며, 우파와 중도의 연정으로 꾸려진 국민블록의 수장으로서 총선에서 승리를 거뒀다.
대중들에게 많은 지지를 얻었던 클레망소였으나, 국회 공화파 예비 선거에서 소수파가 되자 1920년 1월 대선 출마를 거부했다. 그 이후 클레망소는 정부 수반직을 사임했으며, 정계에서 은퇴했다.

## 언론인 시절
〈로로르〉지의 편집장을 지냈다. 에밀 졸라가 1898년 1월 13일 이 신문에 《나는 고발한다》라는 격문을 써서 드레퓌스의 무죄를 주장했는데 애초에 이 문서는 〈대통령에게 보내는 편지〉 였는데 클레망소가 《나는 고발한다》라는 제목을 붙이도록 권유한 것으로 알려졌다. 에밀 졸라, 아나톨 프랑스, 장 조레스 등 지식인 들과 함께 드레퓌스의 결백을 위해 가톨릭 교회와 군부 등 보수주의자들과 맞서 싸웠다.

## 정치인 시절
1870년 몽마르트의 구청장으로 정치에 입문하였다. 그 해 7월 급진 공화당원으로 의회에 진출했다. 그러나 1893년 파나마 사건에 휘말려 정계를 떠났다.
1903년 상원의원이 돼 정계에 복귀한 뒤 내무장관, 총리 등을 역임하며 8시간 노동제를 비롯한 노동자들의 생활 조건 개선에 기여했다. 1906년에는 내상, 뒤에는 수상을 겸했다.
1차 대전 때에는 레몽 푸앵카레 대통령과 함께 대독일 강경정책을 추진하였으며, 전시 내각의 총리가 되어 전쟁을 승리로 이끌었다. 이어 파리 강화 회의에서 프랑스의 전권 대표로 참석하였다.

## 역대 선거 결과
| 선거명      | 직책명 | 대수 | 정당         | 득표율 | 득표수 | 결과 | 당락 |
| ----------- | ------ | ---- | ------------ | ------ | ------ | ---- | ---- |
| 1920년 선거 | 대통령 | 11대 | 민주공화연합 | 6.11%  | 53표   | 3위  | 낙선 |

## 같이 보기
- 국제 관계 (1919년-1939년)